# Амьен-6 (Сюд)

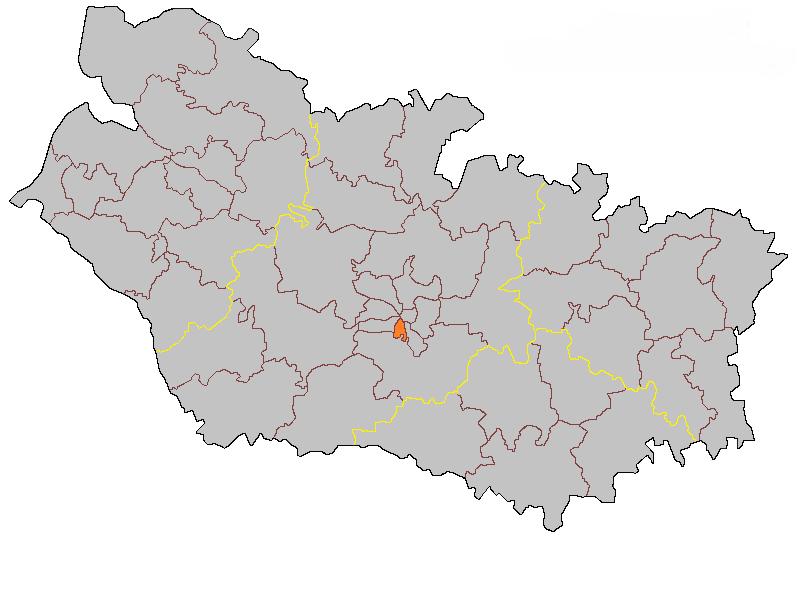
Кантон Амьен-6 (Сюд) на карте департамента Сомма

Амьен-6 (Сюд) (фр. Amiens-6-Sud) — упраздненный кантон во Франции, регион Пикардия, департамент Сомма. Входил в состав округа Амьен.
В состав кантона входили южные районы города Амьен (18 651 чел.) (население по данным Национального института статистики за 2009 г.).

## Политика
|  | Кандидат       | Партия                    | % голосов |
|  | -------------- | ------------------------- | --------- |
|  | Юбер де Жанлис | Союз за народное движение | 56,18     |
|  | Марион Лепрель | Партия зеленых            | 43,82     |

|  | Кандидат       | Партия                    | % голосов |
|  | -------------- | ------------------------- | --------- |
|  | Юбер Анно      | Союз за народное движение | 55,84     |
|  | Марион Лепрель | Партия зеленых            | 44,16     |